# Promachus contractus
Promachus contractus là một loài ruồi trong họ Asilidae. Promachus contractus được Walker miêu tả năm 1851. Loài này phân bố ở vùng Cổ Bắc giới và châu Á.